# 黄眼鹃鵙
黄眼鹃鵙（学名：Coracina lineata）是山椒鸟科鸦鹃鵙属的一种。分布于澳大利亚、印度尼西亚、巴布亚新几内亚和所罗门群岛。
其种加词“lineata”意为“线条状的”。